# 小野町
小野町（日语：／ Ono machi */?）是位于福島縣中通的一町。屬田村郡。因小野小町的誕生傳說而廣為人知。

## 歷史
- 1889年（明治22年） - 飯豐村、小野新町村、夏井村誕生。
- 1896年（明治29年）7月1日 - 小野新町村升格為小野新町。
- 1955年（昭和30年）2月1日 - 小野新町、飯豐村、夏井村合併，小野町誕生。